# 伊欽卡拉
伊欽卡拉是乌兹别克斯坦花拉子模州希瓦的內城。該城1990年入選世界遗产。
伊欽卡拉由10（33英尺）高的城牆保護著，並且是通往伊朗商貿路線上的最後一個驛站。其中著名的遺址有德尤馬清真寺（Djuma Mosque），以及19世紀初由阿拉·庫里可汗（Alla Kulli Khan）修建的2座宮殿群。